# 塞勒斯堡 (印地安納州)
塞勒斯堡（英語：Sellersburg）是一個位於美國印地安納州克拉克縣的城鎮。

## 地理
塞勒斯堡的座標為38°23′13″N 85°45′27″W / 38.38694°N 85.75750°W，而該地的平均海拔高度為148米（即486英尺）。

## 人口
根據2010年美國人口普查的數據，塞勒斯堡的面積為19.12平方千米，當中陸地面積為18.96平方千米，而水域面積為0.16平方千米。當地共有人口6,128人，而人口密度為每平方千米321人。